# Rolieiro-da-terra-escamoso
Rolieiro-da-terra-escamoso (Geobiastes squamiger) é uma espécie de ave da família Brachypteraciidae.
É endémica de Madagáscar. Os seus habitats naturais são: florestas subtropicais ou tropicais húmidas de baixa altitude. Está ameaçada por perda de habitat. 